# Gustavo Rodríguez Rollero
Gustavo Rodríguez Rollero (* 12. Juni 1963 in Iguará, Yaguajay, Provinz Sancti Spíritus) ist ein kubanischer Politiker der Kommunistischen Partei Kubas PCC (Partido Comunista de Cuba), und war von 2010 bis 2021 Landwirtschaftsminister im Ministerrat Kubas.

## Leben
Rodríguez Rollero begann nach dem Schulbesuch ein Studium der Agrarwissenschaften an der Universidad Central de Las Villas in Santa Clara. Auf dem II. Kongress der Föderation der Universitätsstudenten FEU (Federación Estudiantil Universitaria) wurde er 1982 zum Präsident der FEU an der Fakultät der Agrarwissenschaften gewählt. 1983 wurde er zum Vertreter der FEU im Kommunistischen Jugendverband UJC (Unión de Jóvenes Comunistas) und nahm 1984 an der Ersten Nationalen Begegnung der Agrarwissenschaftler teil. 1986 nahm er an einem sechsmonatigen Forschungsaufenthalt für Tropenstudien in der Provinz Matanzas teil. 1986 schloss er sein Studium als Agraringenieur ab und nahm eine Tätigkeit als Leitender Ingenieur in der Zuckerfabrik CAI „Osvaldo Herrera“ auf. Er war im Anschluss Landwirtschaftlicher Unterdirektor sowie schließlich Direktor dieser Fabrik.
Rodríguez Rollero, der 1988 Mitglied der Kommunistischen Partei Kubas PCC (Partido Comunista de Cuba) wurde, begann seine politische Laufbahn als Mitglied des Büros des Parteikomitees der PCC von Santo Domingo. Er war Delegierter beim V. Parteikongress 1997 sowie beim VI. Parteikongress 2011. Nachdem er Provinzminister für Landwirtschaft (Delegado Provincial de la Agricultura) der Provinz Villa Clara war, wurde er Vizeminister für Landwirtschaft und danach Vizeminister für Zucker. 2008 wurde er Erster Vizeminister für Landwirtschaft.
Rodríguez Rollero, der auch Mitglied der Nationalversammlung der Volksmacht (Asamblea Nacional del Poder Popular) ist, übernahm am 11. Juni 2010 als Nachfolger von Ulises Rosales del Toro den Posten als Landwirtschaftsminister (Ministro de Agricultura). Als solcher leitete er maßgeblich die Umwandlung der kubanischen Landwirtschaft ein sowie den Prozess zur Erneuerung des kubanischen Wirtschaftsmodells, um die Ernährung der Bevölkerung sicherzustellen. Am 14. April 2021 wurde er in diesem Amt von Ydael Pérez Brito abgelöst.